# Fantaghiro (serial animowany)
Fantaghiro (oryg. Fantaghirò, 1999–2000) – hiszpański serial animowany oparty na cyklu filmów Fantaghiro, dawniej emitowany w Polsce na kanale TVP1 w 2004 roku. Serial znany też pod alternatywnym tytułem Księżniczka Fantaghiro.

## Wersja polska
Wersja polska: Telewizja Polska Agencja Filmowa

Reżyseria:
- Dorota Kawęcka (odc. 1-9, 16-26),
- Andrzej Bogusz (odc. 10-15)

Dźwięk:
- Marcin Pilich (odc. 1-9),
- Jakub Milencki (odc. 10-15),
- Wiesław Jurgała (odc. 16-26)

Montaż:
- Marcin Pilich (odc. 1-9),
- Zofia Dmoch (odc. 10-15),
- Danuta Rajewska (odc. 16-26)

Tłumaczenie:
- Renata Kaczorek (odc. 1-16),
- Katarzyna Precigs (odc. 17-26)

Dialogi:
- Dorota Dziadkiewicz (odc. 1-13),
- Katarzyna Precigs (odc. 14-26)

Tekst piosenki: Wiesława Sujkowska

Opracowanie muzyczne: Piotr Gogol

Kierownik produkcji:
- Monika Wojtysiak (odc. 1-15),
- Krystyna Dynarowska (odc. 16-26)

Piosenkę zaśpiewali: Michał Rudaś, Piotr Gogol, Krzysztof Pietrzak i Mariusz Totoszko

Wystąpili:
- Monika Kwiatkowska – Fantaghiro
- Mirosława Krajewska – Biała Wróżka
- Janusz Bukowski – Ojciec Fantaghiro(król Hadrian III)
- Dariusz Odija – Święta Bestia
- Ewa Serwa – Czarna wiedźma
- Radosław Pazura – Romualdo
- Stefan Knothe
- Jarosław Domin
- Anna Gajewska – Catherina
- Leszek Zduń – Ivaldo
- Krzysztof Zakrzewski
- Agnieszka Fajlhauer – Carolina
- Aleksander Wysocki
- Tomasz Marzecki
- Stanisław Brudny
- Krzysztof Strużycki
- Joanna Jędryka
- Jarosław Boberek
- Mieczysław Morański
- Michał Bukowski
- Sławomir Pacek
- Magdalena Krylik
- Adam Bauman
- Jacek Bończyk
- Marek Barbasiewicz
- Wojciech Paszkowski
- Joanna Orzeszkowska
- Jacek Kopczyński

Lektor: Aleksander Wysocki

## Spis odcinków
| N/o            | Polski tytuł             | Angielski tytuł               |
| -------------- | ------------------------ | ----------------------------- |
|                |                          |                               |
| SERIA PIERWSZA |                          |                               |
|                |                          |                               |
| 01             | Przepowiednia            | The Prophecy                  |
|                |                          |                               |
| 02             | Grota świętej bestii     | The Cave of the Sacred Beast  |
|                |                          |                               |
| 03             | Szkarłatny rycerz        | The Scarlet Knight            |
|                |                          |                               |
| 04             | Pojedynek miłości        | The Duel of Love              |
|                |                          |                               |
| 05             | Ofiara łowcy             | The Hunter's Prey             |
|                |                          |                               |
| 06             | Wyprawa po Kuorum        | The Rescue of the Kuorum      |
|                |                          |                               |
| 07             | Las elfów                | The Forest of the Elves       |
|                |                          |                               |
| 08             | Kamienne serce           | Heart of Stone                |
|                |                          |                               |
| 09             | Czarna chmura            | The Black Cloud               |
|                |                          |                               |
| 10             | Kapitan rekin            | Captain Redface               |
|                |                          |                               |
| 11             | Jeździec nienawiści      | The Horseman of Hate          |
|                |                          |                               |
| 12             | Podziemna wojna          | The Underground War           |
|                |                          |                               |
| 13             | Bezimienny pirat         | Pirate Noname                 |
|                |                          |                               |
| 14             | Zły dżin                 | The Genie of Evil             |
|                |                          |                               |
| 15             | Pożegnanie               | The Last Goodbye              |
|                |                          |                               |
| 16             | W otchłani zła           | In the Mouth of Evil          |
|                |                          |                               |
| 17             | Cmentarzysko smoków      | Cemetery of Dragons           |
|                |                          |                               |
| 18             | W krainie lodu           | In the Heart of the Ice       |
|                |                          |                               |
| 19             | Księga Tysiąca Zaklęć    | The Book of a Thousand Spells |
|                |                          |                               |
| 20             | W imię pokoju na świecie | The Weapons of Peace          |
|                |                          |                               |
| 21             | Magiczny ogród zła       | The Magic Garden              |
|                |                          |                               |
| 22             | Drzewo owadów            | Tree World                    |
|                |                          |                               |
| 23             | Eliksir życia            | The Essence of Life           |
|                |                          |                               |
| 24             | Elf Ciernistych Krzewów  | The Dark Elf                  |
|                |                          |                               |
| 25             | Czerwony Diament         | The Red Diamond               |
|                |                          |                               |
| 26             | Miłość wszystko zwycięża | Love Conquers Everything      |
|                |                          |                               |